# 燕前文公
燕文公（？—前549年），中國春秋時期的燕國君主，继燕武公之位，因燕國有兩位文公，故稱燕前文公。
在位時北方戎狄各部強大，燕被迫遷都至易，《水經注·卷十一·易水》稱：“易水又東逕易縣故城南，昔燕文公徙易，即此城也”。文公六年（前549年）卒，懿公立